# رقعاء

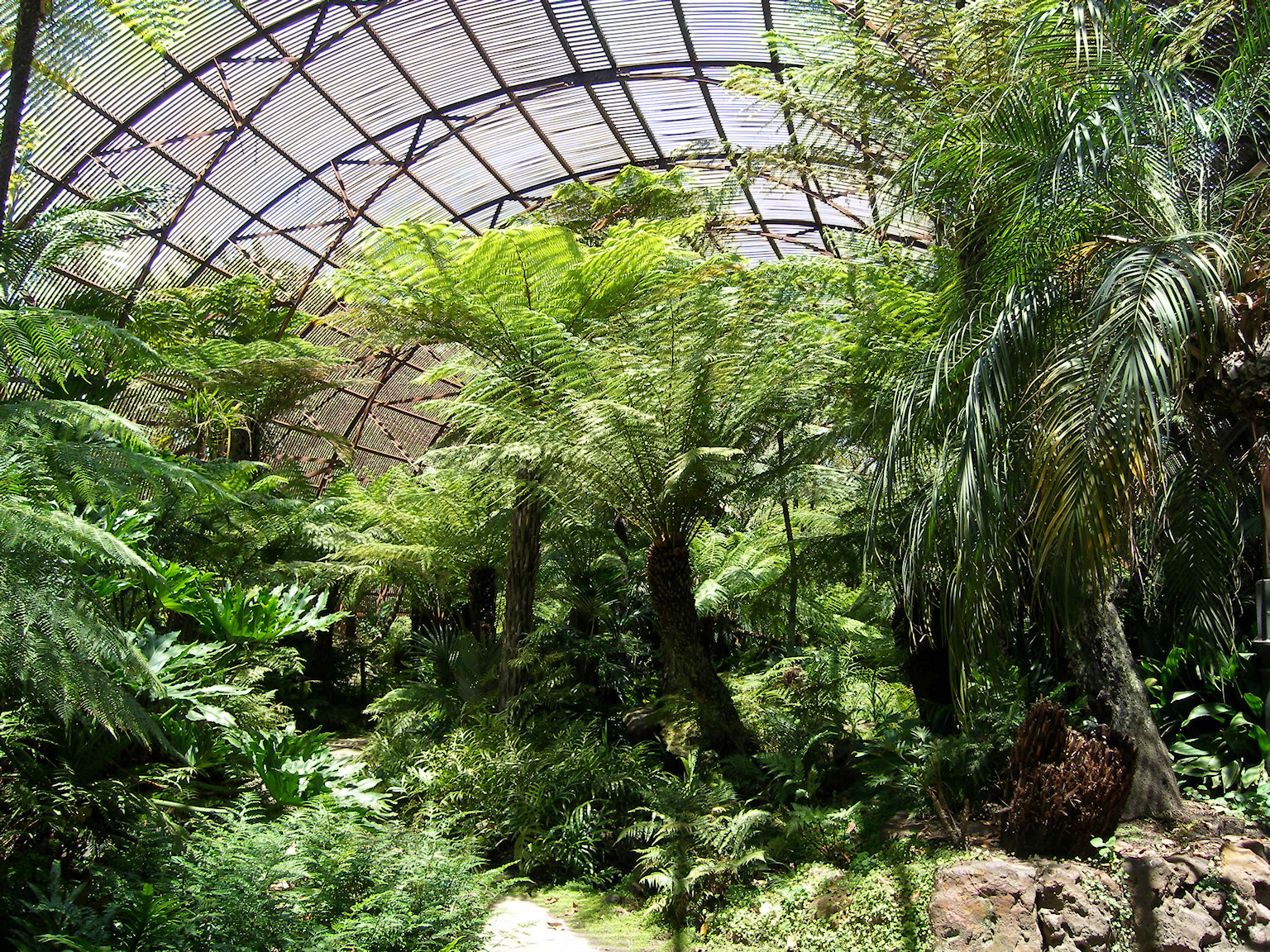
رقعاء في ربون لية، أستراليا

الرَّقعَاء هي حديقة متخصصة لزراعة وعرض السرخس. والرقعاء هي المكان الذي يكثر فيه السرخس والخنشار والديشار وما أشبه.